# 花矢町
花矢町（はなやまち）は秋田県北秋田郡にあった町。現在の大館市北東部、奥羽本線白沢駅・陣場駅および花岡鉱山周辺にあたる。

## 地理
- 山：袴腰山、城ヶ森、面倉山、東股山、炭塚森、甚吉森、大日影山、縫戸山、城ヶ倉山、男森山、女森山

## 歴史
- 1955年（昭和30年）3月1日 - 花岡町・矢立村が合併して発足。
- 1967年（昭和42年）12月21日 - 大館市に編入。同日花矢町廃止。

## 交通

### 鉄道路線
- 日本国有鉄道
  - 奥羽本線
    - 白沢駅 - 陣場駅
- 同和鉱業
  - 花岡線
    - （松峯駅[1]） - 花岡駅

### 道路
- 国道7号
- 一般県道 大館花矢線

## 名所・旧跡・観光スポット・祭事・催事
- 矢立温泉
- 日景温泉
- 鳥潟会館